# Festen på Kenilworth
Festen på Kenilworth er et syngespil af C.E.F. Weyse til en tekst af H.C. Andersen efter en roman af Walter Scott. Værkeet fik premiere i København den 6. januar 1836.